# الدبيبة
الدبيبة من ضواحي من مدينة العليفون في السودان، تحدها من الشمال قرية ام ضوابان والعكودة، وقرية ود عجيل من الشرق، ومن الغرب قرية الحويلة والمديمر ومن الجنوب مدينة العسيلات والدومة، غالبية سكانها من قبيلة المحس. فالذي يربط العليفون بقرية الدبيبة التي تبعد عنها بنحو عشرين كيلومتراً على طريق الأسفلت في اتجاه الجنوب الشرقي شاغرة للسهل المنبسط الواقع بين مدينة العسيلات وأم ضواً بان على مساحة تقدّر بعشرة كيلومتر مربع، كبير ومتجذّر، فإذا كانت العلاقة التي تجمع مجموعة القرى التي نشأت وتحلّقت حول العليفون تيمناً وتقرباً من مقام و
سيد الشيخ ادريس ود الأرباب (ابوفركه) الذي كان يمثل نقطة اشعاع كبرى بالمنطقة وتعمقت هذه العلاقة بعوامل المصاهرة والمعاشرة الطيبة إلا أن الذي يربط بين الدبيبة والعليفون إزداد عمقاً ورسوخاً على قرارة أن نشأة الدبيبة أصلاً بدأت عندما نزح أحد أحفاد الشيخ إدريس ود الأرباب (بركات المطرفي ود حمد) في القرن السابع عشر الميلادي وأسرته من العيلفون طلباً للمرعى وتملكاً للأرض الشاسعة القريبة من النيل الأزرق للزراعة والمتاخمة لمنطقة العسيلات والتي تزوج من إحدى نسائها الفضليات، كما أشار المؤرخ محمد أحمد حضرة في كتابه (عائشة بنت سليمان ولد أبو عيش العسيلاوية) التي أنجبت له من الذرية ما انجبت وله ولد واحد هو (إدريس) الذي يعتبر جد أهل الدبيبة الحاليين ثم لحق به أولاد أحمد ود مضوي ود بركات، ثم أولاد حمد ود مضوي ود بركات، ثم كان التوسع والانصهار والتداخل مع القرى والقبائل المتاخمة خاصة قرى العسيلات لتشكل واقعاً ونسيجاً اجتماعياً جديداً هو ما عرفت به الدبيبة الحالية.
ويبدو أن الاسم لا يحتاج لكثير عناء لمعرفة مدلوله ومسبباته كحال كثير من المدن السودانية التي ارتبطت بصفات المدينة أو إحدى معالمها البارزة وهو بالتأكيد يعني المنطقة المرتفعة وهي تصغير لكلمة (دبة) ولعل الزعيم الخالد الأزهري الذي امتاز بأسلوب الدعابة والمرح في كثير من خطبه السياسية قد خاطب أهل الدبيبة في إحدى زياراته للمنطقة (يا أهل الدبيبة طبتم وطاب مقاكم وصارت دبيبتكم دبة!) والعهدة على الراوي.
الدبيبة تلك المدينة التي انجبت أكبر عمالقة الفن السوداني من أبرزهم أحمد المصطفى والفنان العربي المشهور سيد خليفة والفنان الشعبي القدير الفنان خلف الله حمد بدر والفنانين عبد الله يوسف وعوض عشيب والمعرفان أيضا بثنائي الدبيبة وما زالت تنجب عباقرة من أهل الفن السوداني .